# Thomas Güntermann
Thomas Güntermann (26 de agosto de 1960) es un deportista alemán que compitió para la RFA en remo. Ganó una medalla de plata en el Campeonato Mundial de Remo de 1986, en la prueba de ocho con timonel ligero.

## Palmarés internacional
| Campeonato Mundial | Campeonato Mundial       | Campeonato Mundial | Campeonato Mundial      |
| Año                | Lugar                    | Medalla            | Prueba                  |
| ------------------ | ------------------------ | ------------------ | ----------------------- |
| 1986               | Nottingham (Reino Unido) | Medalla de plata   | Ocho con timonel ligero |